# العلاقات السيراليونية الفيتنامية
العلاقات السيراليونية الفيتنامية هي العلاقات الثنائية التي تجمع بين سيراليون وفيتنام.

## مقارنة بين البلدين
هذه مقارنة عامة ومرجعية للدولتين:
| وجه المقارنة                                              | سيراليون       | فيتنام           |
| --------------------------------------------------------- | -------------- | ---------------- |
| المساحة (كم2)                                             | 71.74 ألف      | 331.69 ألف       |
| عدد السكان (نسمة)                                         | 7.56 مليون     | 94.66 مليون      |
| الكثافة السكانية (ن./كم²)                                 | 105.38         | 285.39           |
| العاصمة                                                   | فريتاون        | هانوي            |
| اللغة الرسمية                                             | لغة إنجليزية   | اللغة الفيتنامية |
| العملة                                                    | ليون سيراليوني | دونغ فيتنامي     |
| الناتج المحلي الإجمالي (بليون دولار)                      | 3.77 مليار     | 234.19 مليار     |
| الناتج المحلي الإجمالي (تعادل القوة الشرائية) بليون دولار | 10.13 مليار    | 553.42 مليار     |
| الناتج المحلي الإجمالي الاسمي للفرد دولار أمريكي          | 653            | 2.48 ألف         |
| الناتج المحلي الإجمالي للفرد دولار أمريكي                 | 1.97 ألف       | 5.63 ألف         |
| مؤشر التنمية البشرية                                      | 0.413          | 0.666            |
| رمز المكالمات الدولي                                      | +232           | +84              |
| رمز الإنترنت                                              | .sl            | .vn              |
| المنطقة الزمنية                                           | 00             | ت ع م+07:00      |

## منظمات دولية مشتركة
يشترك البلدان في عضوية مجموعة من المنظمات الدولية، منها:
| علم المنظمة | اسم المنظمة                        | تاريخ انضمام سيراليون | تاريخ انضمام فيتنام |
| ----------- | ---------------------------------- | --------------------- | ------------------- |
|             | مؤسسة التنمية الدولية              | 13 نوفمبر 1962        | 24 سبتمبر 1960      |
|             | يونسكو                             | 28 مارس 1962          | 6 يوليو 1951        |
|             | مؤسسة التمويل الدولية              | 10 سبتمبر 1962        | 4 أغسطس 1967        |
|             | منظمة حظر الأسلحة الكيميائية       | ?                     | ?                   |
|             | الأمم المتحدة                      | 27 سبتمبر 1961        | 20 سبتمبر 1977      |
|             | الاتحاد الدولي للاتصالات           | 30 ديسمبر 1961        | 24 سبتمبر 1951      |
|             | منظمة الشرطة الجنائية الدولية      | ?                     | ?                   |
|             | البنك الدولي للإنشاء والتعمير      | 10 سبتمبر 1962        | 21 سبتمبر 1956      |
|             | الاتحاد البريدي العالمي            | ?                     | ?                   |
|             | وكالة ضمان الاستثمار متعدد الأطراف | 20 يونيو 1996         | 5 أكتوبر 1994       |
|             | منظمة التجارة العالمية             | ?                     | 11 يناير 2007       |

## وصلات خارجية
- موقع وزارة الخارجية الفيتنامية